# USS Connecticut (1799)
Pour les autres navires du même nom, voir USS Connecticut.
L’USS Connecticut est un sloop lancé par la US Navy  à Middletown (Connecticut) le 6 juin 1799, grâce au Naval Act of 1798. Il participe à la quasi-guerre, protégeant les navires marchands des attaques des corsaires français. Il capture ainsi quatre lettres de marque et recapture sept navires marchands américains. De retour à New London le 18 octobre 1800, il est revendu à New York en 1801.

## Source
(en)  Cet article contient du texte publié par le Dictionary of American Naval Fighting Ships dont le contenu se trouve dans le domaine public. La référence peut être lue ici.